# Swertia welwitschii
Swertia welwitschii là một loài thực vật có hoa trong họ Long đởm. Loài này được Engl. miêu tả khoa học đầu tiên năm 1892.